# Louis François, Prinț Conti
Louis François de Bourbon, Prinț Conti (13 august 1717 – 2 august 1776) a fost Prinț Conti din 1727 până la moartea sa. Tatăl său a fost Louis Armand al II-lea, Prinț Conti iar mama Louise Élisabeth de Bourbon, nepoată a regelui Ludovic al XIV-lea. Ca membru al Casei de Bourbon, a fost Prinț de sânge.
1. ↑  Autoritatea BnF, accesat în 10 octombrie 2015